# نهر بارغوزين

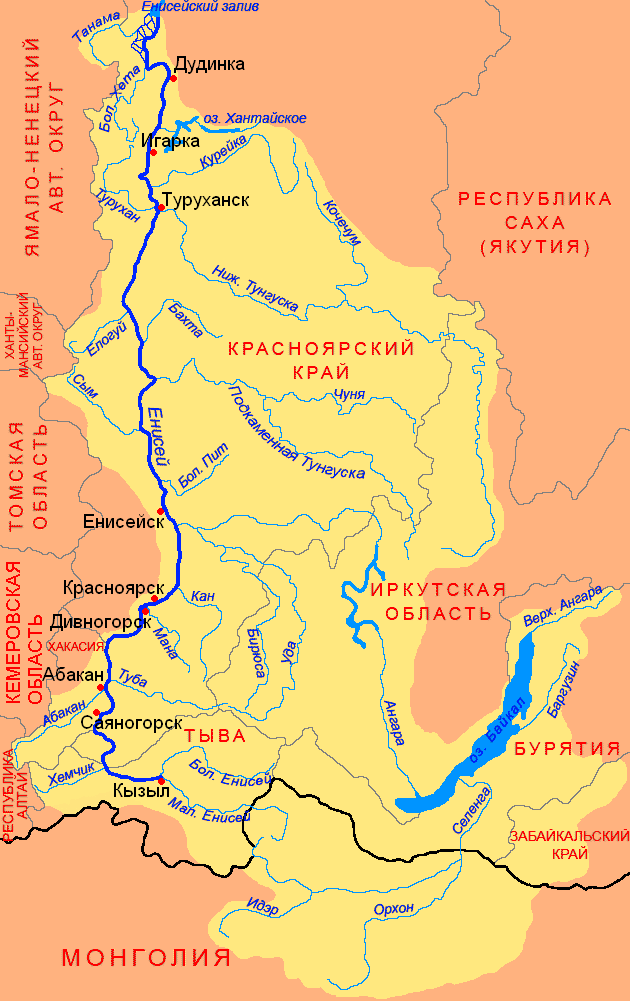
حوض ينيسي بما في ذلك بحيرة بايكال ونهر بارغوزين

```
بارغوزين
 (
(
بالروسية
: 
Баргузи́н
)‏
; 
قالب:Lang-bua
) هو نهر يقع في 
بورياتيا
، 
روسيا
، يبلغ طوله حوالي 
480
 
كـم (300
 
ميل)
، تتدفق إلى خليج بارغوزين في 
بحيرة بايكال
، وهو أكبر وأعمق خليج في بايكال. يعتبر بارغوزين أكبر ثالث تدفق يصب في بايكال (من حيث كمية التدفق)، بعد 
نهر سيلينجا
 
ونهر أنغارا الأعلى
. تبلغ مساحة 
مستجمعه المائي
 حوالي 
21,100
 
كـم
2
 (8,100
 
ميل
2
)
.
[
1
]
 يمكن الملاحة فيه حتى مسافة 
204
 
كـم (127
 
ميل)
 صعوداً من 
مصبه
، أما روافده الرئيسة فهي نهر غاغرا ونهر أرغادا ونهر إنا من اليسار، 
ونهر أوليون
 من اليمين.
[
2
]
 عام 1648، أنشأ إيفان غالكين قلعة أوستروغ على نهر بارغوزين. 
```

## الوادي
يتدفق النهر في الجزء الأوسط على طول وادي بارغوزين أو منخفض (جيولوجيا) ((بالروسية: Баргузинская котловина)‏)، الذي يبلغ 200 كـم (120 ميل) طولاً و35 كـم (22 ميل) عرضاً. كما أنه يشكّل الحد الغربي من سلسلة جبار مويا الجنوبية. يتفرع النهر في الوادي ويشكل شبكة مياه مستنقعية تضم أكثر من 1000 بحيرة.

## وصلات خارجية
- THE HOLY BAIKAL. أغنية فلكلورية.—يوتيوب (5:27)